# Craterodiscus pricei
Craterodiscus pricei är en snäckart som beskrevs av McMichael 1959. Craterodiscus pricei ingår i släktet Craterodiscus och familjen Corillidae. IUCN kategoriserar arten globalt som nära hotad. Inga underarter finns listade i Catalogue of Life.